# Кутуево (Чекмагушевский район)
Куту́ево (баш. Ҡотой) — упразднённая деревня, ныне улица Кутуева села Уйбулатово в Чекмагушевском районе Республики Башкортостан Российской Федерации.

## Топоним
Названа по фамилии первопоселенца. Известны сын (Ягафар Кутуев, живший в 1703—1784 гг.) и внуки (Хамза, с 1730 года, Амирхан, с 1766 года).

## География
Стоит на реке База. Возле неё находилась деревня Айбулатова (по фамилии основателя), Айбулатово, с которой она впоследствии слилась.

### Географическое положение
Расстояние (по селу Уйбулатово) до:
- районного центра (Чекмагуш): 33 км,
- центра сельсовета (Юмашево): 5 км,
- ближайшей ж/д станции (Буздяк): 66 км.

## История
Тептяри обосновались на кыр-еланской земле и создали свое поселение по записи башкир в 7143 (1635 г.).

## Население

### Историческая численность населения
В 1762 г. — 56 тептярей, в 1783 и 1795 гг.— 106, в 1834 г.— 282, в 1859—446, в 1870 г.—558, в 1920 г.— 11.